# Ulice w Krakowie
Ulice Krakowa – drogi krajowe, wojewódzkie, powiatowe, gminne i wewnętrzne, a także place na terenie Krakowa.
Sieć dróg krajowych w 2013 roku mierzyła 38,8 km, wojewódzkich – 25,2 km, a dróg powiatowych – 251,48 km. Długość dróg gminnych wynosiła  785,2 km, a dróg wewnętrznych – 281,9 km.

## Historia
| Wiek    | Nowe ulice | Liczba ulic ogółem |
| ------- | ---------- | ------------------ |
| XIV     | 42         | 42                 |
| XV      | 23         | 65                 |
| XVI     | 27         | 92                 |
| XVII    | 4          | 96                 |
| XVIII   | 24         | 120                |
| XIX     | 220        | 340                |
| 1926 r. | 117        | 457                |

Nieregularność przebiegu współczesnej sieci ulic Starego Miasta jest pokłosiem przebiegu średniowiecznych szlaków handlowych. Najstarsze ich skrzyżowanie znajdowało się początkowo na podgrodziu (Okole), w okolicy dzisiejszego placu św. Marii Magdaleny, później przesunęło się na północ – na plac między kościołami Wszystkich Świętych i Dominikanów, a następnie przed kościół św. Wojciecha.
Najstarszą i najważniejszą średniowieczną drogą w Krakowie była – istniejąca przynajmniej od IX wieku – tzw. Wysoka Droga. Prowadziła ona z Rusi na Morawy. Wysoka Droga biegła szlakiem obecnych (2014) ul. Kopernika i ul. Mikołajskiej do Małego Rynku, dalej przez ul. Stolarską, plac św. Marii Magdaleny (wówczas był to rynek Okołu) aż do przeprawy na Wiśle pod Wawelem.
W XI wieku główną arterią, która prowadziła również przez podgrodzia, był biegnący z Węgier do Rynku szlak solny; tam rozdzielał się on na dwie drogi: jedna wiodła przez obecną ul. Sławkowską, ul. Długą, ul. Śląską, ul. Łokietka przez Olkusz na Śląsk, druga – przez Prądnik Czerwony i Miechów do Wielkopolski.
W wyniku lokacji Krakowa głównym placem miasta stał się Rynek Główny, stanowiący centrum regularnego układu urbanistycznego charakteryzującego się szachownicowym układem ulic. Układ wówczas ustalony utrzymał się do czasów obecnych (2014). Nazwy nadawano jedynie ulicom prowadzącym do Rynku, pozostałe często nie miały nazwy, lub nosiły nazwy jak Psia czy Kącik.
W XVII wieku zanotowano niższy przyrost liczby ulic, co związane było z utratą gospodarczego znaczenia Krakowa. W kolejnych wiekach miasto zmniejszało swój obszar (było to powodowane licznymi pożarami, najazdami wojsk, powodziami i epidemiami). Po I rozbiorze Polski Austriacy założyli na prawym, południowym brzegu Wisły konkurencyjne (w zamierzeniu) dla Krakowa Podgórze, którego ulice (ul. Kalwaryjska i ul. Limanowskiego) odwzorowywały bieg szlaku solnego.
Osiem lat po pożarze Krakowa, w 1858 roku, nastąpiła reorganizacja podziału administracyjnego miasta i zmieniono nazwy wielu ulic. Wtedy również ustalono porządkową numerację domów.
W 1996 roku było ok. 2000 ulic.
W 2014 roku w delegaturze Krowodrza było 694 ulic, w Nowej Hucie – 535, Podgórzu – 1191, a w Śródmieściu – 483.
W 2017 roku w związku z tzw. ustawą dekomunizacyjną zmieniono nazwy sześciu krakowskich ulic.

## Aleje w Krakowie
Poniżej znajduje się lista alei w Krakowie :

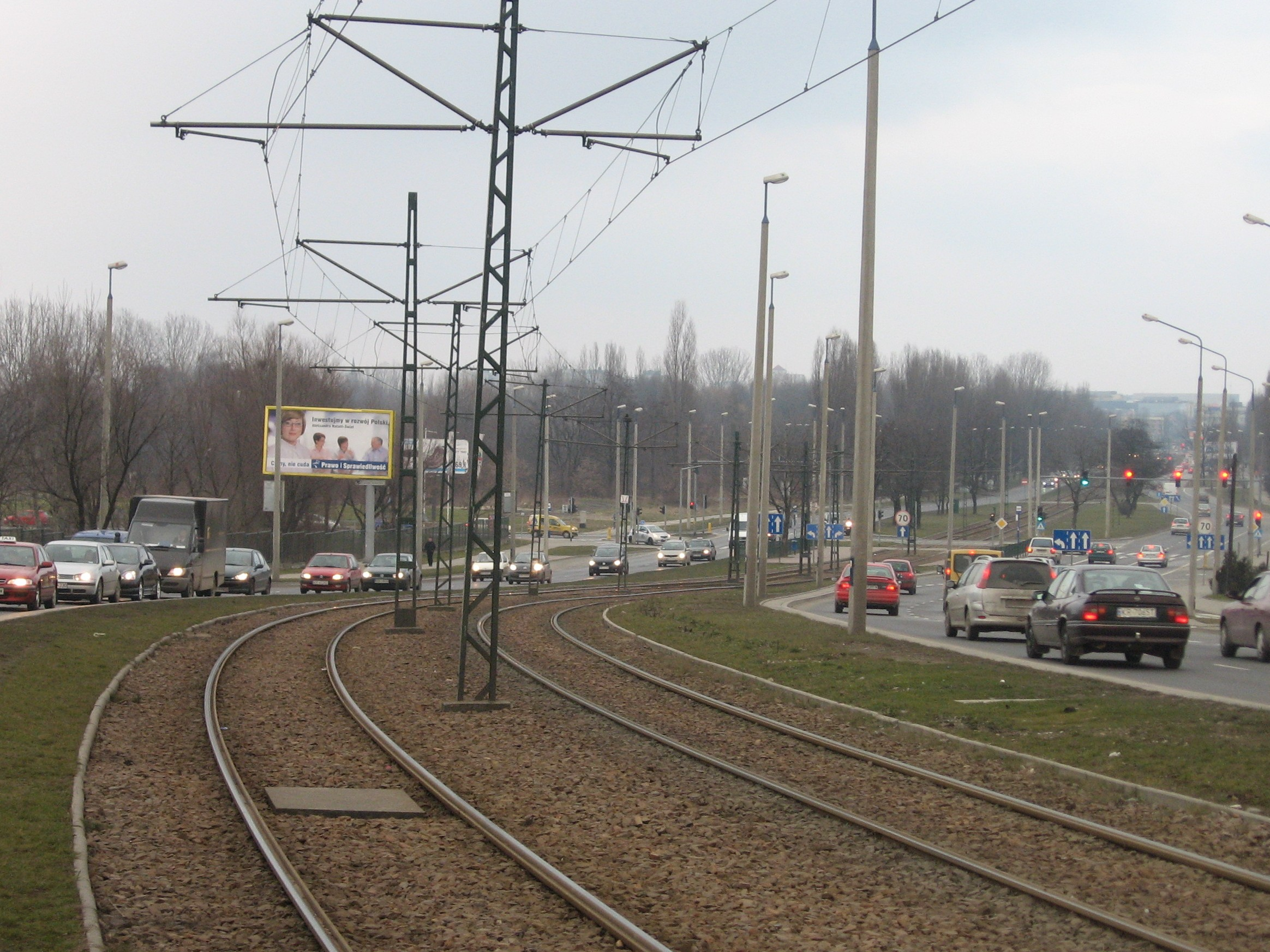
Aleja Pokoju

| Nazwa                            | Dzielnica                                       |
| -------------------------------- | ----------------------------------------------- |
| 29 Listopada                     | Stare Miasto, Prądnik Czerwony, Prądnik Biały   |
| 3 Maja                           | Krowodrza, Zwierzyniec                          |
| Władysława Andersa               | Grzegórzki, Bieńczyce, Nowa Huta                |
| Władysława Beliny-Prażmowskiego  | Grzegórzki                                      |
| Tadeusza Bora-Komorowskiego      | Prądnik Czerwony, Czyżyny, Grzegórzki           |
| Ignacego Daszyńskiego            | Grzegórzki                                      |
| Dembowskiego                     | Podgórze                                        |
| Do Kopca                         | Zwierzyniec                                     |
| Dygasińskiego                    | Prokocim-Bieżanów                               |
| Ferdinanda Focha                 | Zwierzyniec                                     |
| Artura Grottgera                 | Krowodrza                                       |
| Jana Olbrachta                   | Grębałów                                        |
| Jana Pawła II                    | Prądnik Czerwony, Czyżyny, Bieńczyce, Nowa Huta |
| Kasy Oszczędności Miasta Krakowa | Zwierzyniec                                     |
| Kasztanowa                       | Zwierzyniec                                     |
| Kijowska                         | Krowodrza                                       |
| Konarowa                         | Zwierzyniec                                     |
| Zygmunta Krasińskiego            | Stare Miasto, Zwierzyniec                       |
| Mieczysława Małeckiego           | Zwierzyniec                                     |
| Adama Mickiewicza                | Stare Miasto, Krowodrza                         |
| Modrzewiowa                      | Zwierzyniec                                     |
| Panieńskich skał                 | Zwierzyniec                                     |
| Pod Kopcem                       | Podgórze                                        |
| Pokoju                           | Czyżyny, Grzegórzki                             |
| Powstania Warszawskiego          | Grzegórzki                                      |
| Powstańców Śląskich              | Podgórze,                                       |
| Elvisa Presleya                  | Dębniki                                         |
| Przyjaźni                        | Nowa Huta                                       |
| Pustelnika                       | Zwierzyniec                                     |
| Róż                              | Nowa Huta                                       |
| Jana Skrzyneckiego               | Podgórze                                        |
| Juliusza Słowackiego             | Stare Miasto, Krowodrza                         |
| Solidarności                     | Grębałów, Nowa Huta                             |
| Sosnowa                          | Zwierzyniec                                     |
| Jerzego Waszyngtona              | Zwierzyniec                                     |
| Wędrowników                      | Zwierzyniec                                     |
| Żubrowa                          | Zwierzyniec                                     |

## Place w Krakowie
Poniżej znajduje się lista placów w Krakowie w porządku alfabetycznym :
| Zdjęcie | Nazwa                              | Dzielnica    | Zdjęcie | Nazwa                               | Dzielnica     |
| ------- | ---------------------------------- | ------------ | ------- | ----------------------------------- | ------------- |
|         | Plac Bawół                         | Stare Miasto |         | Plac Bernardyński                   | Stare Miasto  |
|         | Bieńczycki Plac Targowy            | Bieńczyce    |         | Plac Błonie-Beszcz                  | Czyżyny       |
|         | Plac Bohaterów Getta               | Podgórze     |         | Plac Braci Dudzińskich              | Podgórze      |
|         | Plac Centralny im. Ronalda Reagana | Nowa Huta    |         | Plac Dominikański                   | Stare Miasto  |
|         | Plac Inwalidów                     | Krowodrza    |         | Plac św. Maksymiliana Marii Kolbego | Mistrzejowice |
|         | Plac Jana Nowaka-Jeziorańskiego    | Stare Miasto |         | Plac Kossaka                        | Stare Miasto  |
|         | Plac ks. Mieczysława Kuznowicza    | Stare Miasto |         | Plac Lasoty                         | Podgórze      |
|         | Plac Łagiewnicki                   | Łagiewniki   |         | Plac Mariacki                       | Stare Miasto  |
|         | Plac Jana Matejki                  | Stare Miasto |         | Plac na Groblach                    | Stare Miasto  |
|         | Plac Na Stawach w Krakowie         | Zwierzyniec  |         | Plac Niepodległości                 | Podgórze      |
|         | Plac Nowowiejski                   | Krowodrza    |         | Plac Nowy                           | Stare Miasto  |
|         | Nowy Kleparz                       | Stare Miasto |         | Plac Przystanek                     | Podgórze      |
|         | Plac Edwarda Raczyńskiego          | Grzegórzki   |         | Plac Emila Serkowskiego             | Podgórze      |
|         | Plac Władysława Sikorskiego        | Stare Miasto |         | Plac Szczepański                    | Stare Miasto  |
|         | Plac św. Ducha                     | Stare Miasto |         | Plac św. Marii Magdaleny            | Stare Miasto  |
|         | Plac Marii Turzymy                 | Nowa Huta    |         | Plac Bogdana Włosika                | Bieńczyce     |
|         | Plac Wolnica                       | Stare Miasto |         | Plac Wszystkich Świętych            | Stare Miasto  |